# 旭川龍谷高等学校
旭川龍谷高等学校（あさひかわりゅうこくこうとうがっこう、英: Asahikawa Ryukoku High School）は、北海道旭川市東旭川町共栄15-2にある私立高等学校。学校法人旭川龍谷学園が運営している。西本願寺系、龍谷総合学園加盟校。

## 概要

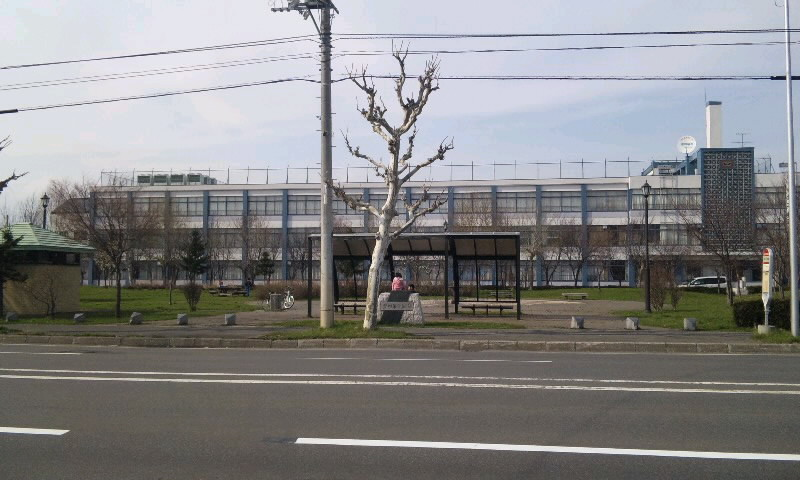
旧校舎（豊岡）

- 生徒数は789人、教職員数は67人、事務職員数は11人である（2023年度）[1]。
- 特進Sコースは、旭川の私立高校の中でも東京大学、京都大学をはじめとする国公立大学にも進学実績がある。週6日制、特進Aコース、キャリアデザインコースは週5日制をとっている。
- 旧校舎は北海道旭川市豊岡5条4丁目4-1にあったが、2022年8月に現在地（旧北海道旭川東栄高等学校跡地）に移転した。旧校舎跡地は、2023年2月に大和リースに売却することが内定しており[2]、校舎等の取り壊しの後、2024年頃を目処に複合商業施設を建設する予定である[3]。

## 制服
制服は男女とも紺色のブレザーである。また、夏は襟に黒い筋が入った白地のポロシャツを、冬は青地のワイシャツにネクタイを着用することが義務付けられる。

## 部活動
- 運動部
  - 野球部 - 明治神宮野球大会（秋）に1回・選抜高等学校野球大会（春）に2回・全国高等学校野球選手権大会（夏）に6回出場している。中でも1985年夏（第67回）では開幕試合（大社高校戦）に登場し、1番打者の岡田健一（室蘭シャークス）が初回に大会初ヒット、初得点、延長10回には勝ち越しとなる第1号本塁打を記録して開幕勝利を飾ったことによって初回のヒットも決勝ホームランも初球を積極的に打ったものとして注目を浴びた。
  - 陸上競技部
  - ラグビーフットボール部 - 全国高等学校選抜ラグビーフットボール大会（熊谷）に0回・国民体育大会（国体）に0回・全国高等学校ラグビーフットボール大会（花園）に3回出場している。
  - 女子バスケットボール部
  - 男子バスケットボール部
  - サッカー部
  - バレーボール部
  - 剣道部
  - バドミントン部
  - テニス部
  - 卓球部
- 文化部
  - 吹奏楽部
  - 合唱部
  - 書道部
  - 茶華道部
  - 郷土部
  - 美術部
  - 将棋部
  - 仏教研究部
  - 大学入試研究会
  - インターアクトクラブ
  - 図書局
  - 放送局
  - 聖歌隊
  - e sports部

## 主な著名人

### 出身者
- 𨂊池均（元プロ野球審判員、野球部監督）
- 日笠雅人（元プロ野球選手・中日ドラゴンズ投手）
- 伊林厚志（元プロ野球選手・ヤクルトスワローズ投手）
- 石田威仁（元プロ野球選手・サスカトゥーンスモーキンガンズ内野手、ウェストマニトバラングラーズ内野手）
- 山賀琴子（女優・2015ミス青山学院、2016ミスキャンパス）
- 横井宏考（総合格闘家・プロレスラー）
- 渡辺直勇（元柔道選手）
- 勢藤優花（女子スキージャンプ選手）
- 治部良太（元プロスノーボード選手）
- 吉田麻人（プロスノーボード選手）
- 宮原明里（プロスノーボード選手）
- 梅崎憂也（プロスノーボード選手）